# IC 1047
IC 1047 ist eine Spiralgalaxie vom Hubble-Typ Sb im Sternbild Bärenhüter am Nordsternhimmel. Sie ist rund 413 Millionen Lichtjahre von der Milchstraße entfernt.
Das Objekt wurde am 18. Mai 1892 von Stéphane Javelle entdeckt.